# شارلوت فرای

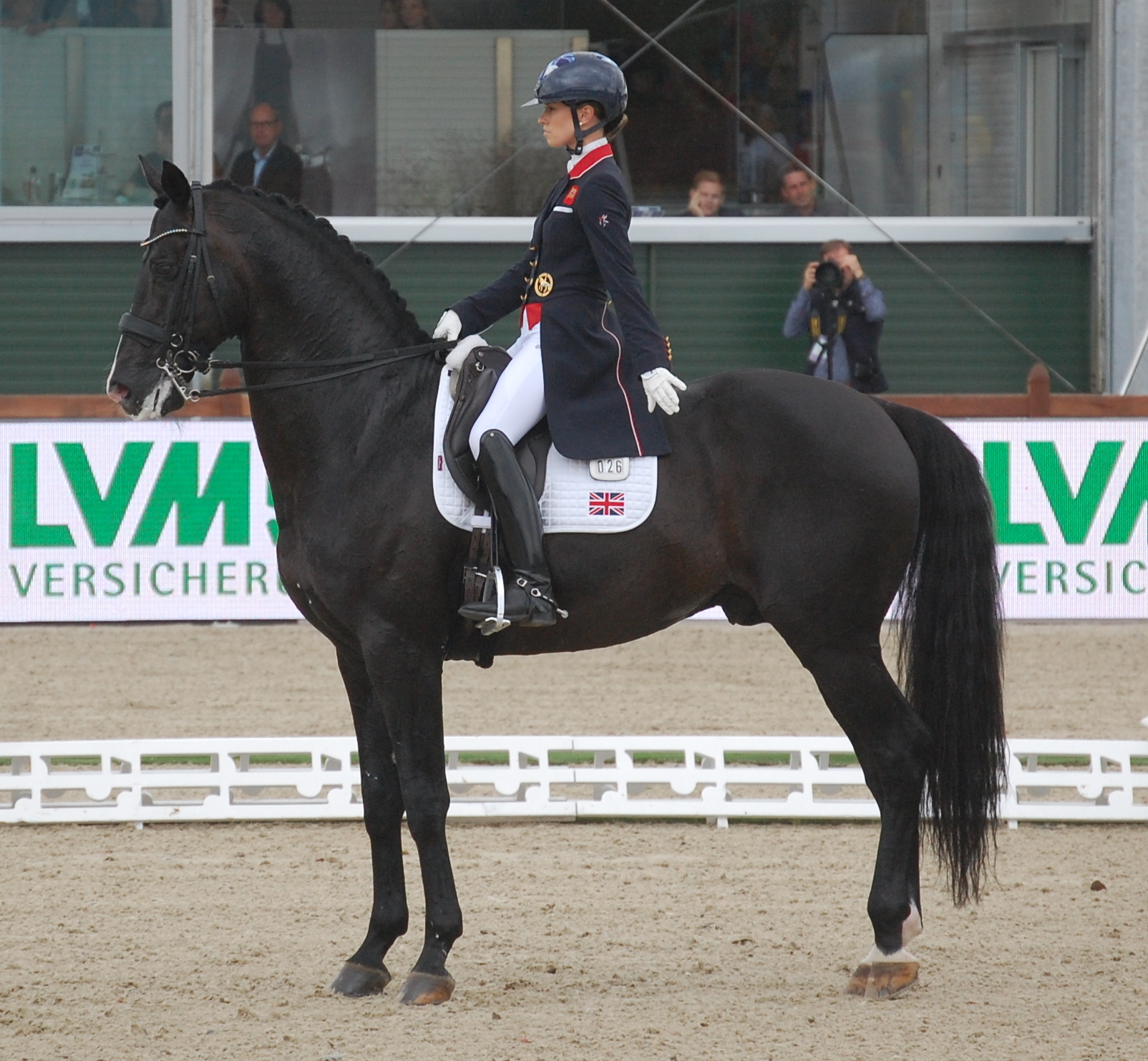
شارلوت فرای در سال ۲۰۲۱

شارلوت فرای (انگلیسی: Charlotte Fry؛ زادهٔ ۱۱ فوریهٔ ۱۹۹۶) سوارکار اهل بریتانیا است.
وی در مسابقات کشوری و بین‌المللی در مجموع برندهٔ ۲ مدال طلا، ۱ مدال برنز شده‌است.